# Philip O’Donoghue
Philip O’Donoghue (* 15. Oktober 1896 in Macroom, County Cork; † 8. Januar 1987) war ein irischer Jurist und Richter am Europäischen Gerichtshof für Menschenrechte.

## Werdegang
Philip O’Donoghue wurde 1896 als ältester Sohn des Patrick O’Donoghue und seiner Frau Julia McCarthy in Macroom geboren. Nach seinem Abschluss am University College Cork ließ er sich ab 1916 am King’s Inns zum Rechtsanwalt ausbilden. 1919 wurde er zur Rechtsanwaltschaft zugelassen. 1924 wurde er zu einem District Judge ernannt. 1929 wurde er Mitarbeiter beim Attorney General of Ireland. Diese Position behielt er bis 1959 bei. 1971 wurde er Richter am Europäischen Gerichtshof für Menschenrechte. Schon 1965 war er Mitglied der Europäischen Kommission für Menschenrechte. 
Philip O’Donoghue ließ sich von der katholischen Enzyklika Pacem in terris von Johannes XXIII. in seinen Entscheidungen leiten. 
O’Donoghue hatte mit seiner Frau Una vier Kinder.